# Henry Dearborn
Henry Dearborn, ameriški zdravnik in general, * 23. februar 1751, Hampton, New Hampshire, ZDA, † 6. junij 1829, Roxbury, Massachusetts.
Kot častnik je sodeloval tako v ameriški vojni za neodvisnost kakor tudi vojni leta 1812. Izvoljen je bil v predstavniški dom ameriškega kongresa iz države Massachusetts. Kariero je zaključil kot veleposlanik na Portugalskem (1822–24).